# Deloplotela minuta
Deloplotela minuta är en fjärilsart som beskrevs av Gustaaf Hulstaert 1924. Deloplotela minuta ingår i släktet Deloplotela och familjen björnspinnare. Inga underarter finns listade i Catalogue of Life.